# フランツ・モーリッツ・フォン・ラシー
フランツ・モーリッツ・フォン・ラシー伯爵（ドイツ語: Franz Moritz Graf von Lacy、1725年10月21日 - 1801年11月24日）、またはフランシス・モーリス・デ・レイシ（英語: Francis Maurice de Lacy）は、ペーター・フォン・ラシー伯爵の息子で、神聖ローマ帝国の軍人、元帥。マリア・テレジアの治世に従軍、神聖ローマ皇帝ヨーゼフ2世の親しい友人で顧問になった。

## 初期の経歴

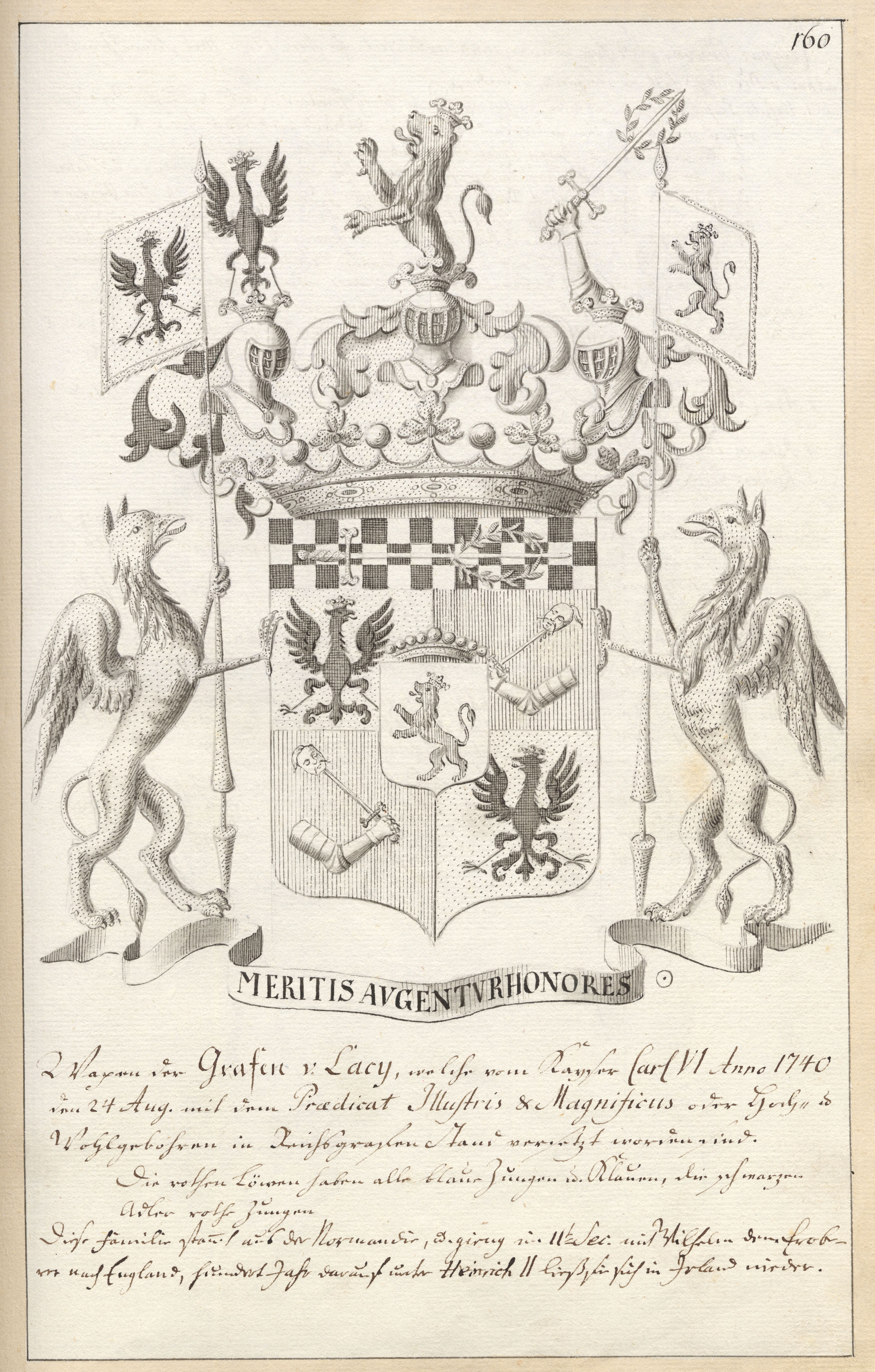
フランツ・モーリッツ・フォン・ラシーの紋章

1725年10月21日、サンクトペテルブルクで生まれた。父のペーター・フォン・ラシー伯爵はアイルランド王国出身でフランス王国、ついでロシア帝国に渡り、ロシア軍の元帥に叙された。フランツ・モーリッツ・フォン・ラシーはドイツで軍人となるための教育を受けた後、オーストリア軍に入隊した。オーストリア継承戦争ではイタリア、ボヘミア、シュレージエン、オーストリア領ネーデルラントを転戦、合計で2度負傷した。終戦のときには中佐になり、25歳のときに大佐に昇進、歩兵連隊長になった。

## 七年戦争
1756年に七年戦争が勃発すると参戦、ロボジッツの戦いで頭角を現して少将に昇進した。ロボジッツの戦いでも負傷したが、1757年のプラハの戦いで4度目の負傷をした。同年末のブレスラウの戦いにおける勝利に貢献したほか、ロイテンの戦いで再び負傷しながら自軍の撤退を援護した。直後からレオポルト・フォン・ダウン元帥とともにエルンスト・ギデオン・フォン・ラウドンの助力を借りて、終戦までプロイセン王フリードリヒ2世と戦った。
32歳で中将になったラシーはダウンによって補給総監（Generalquartiermeister）に任命されたが、ロイテンの戦いなどの大敗により極めて慎重になったオーストリア軍はファビアン戦略をとるようになった。1758年10月15日のホッホキルヒの戦いの後、ラシーはマリア・テレジア軍事勲章を授与された。1759年、会戦で勝利できなかったことが理由でラシーとダウンは不興を買ってしまい、ラシーが砲兵大将に昇進できた理由はラウドンが分遣隊を派遣してクネルスドルフの戦いの勝利に貢献したことで昇進したことだった。1760年、フリードリヒ2世がドレスデン包囲戦に失敗した後、ラシーは軍を率いてプロイセン軍を追跡した。ラシーの軍指揮官としての才能はダウンにすら疑われ、1760年11月のトルガウの戦いでは負傷したときもラシーに指揮を引き継がせなかった。

## 七年戦争以降の軍歴

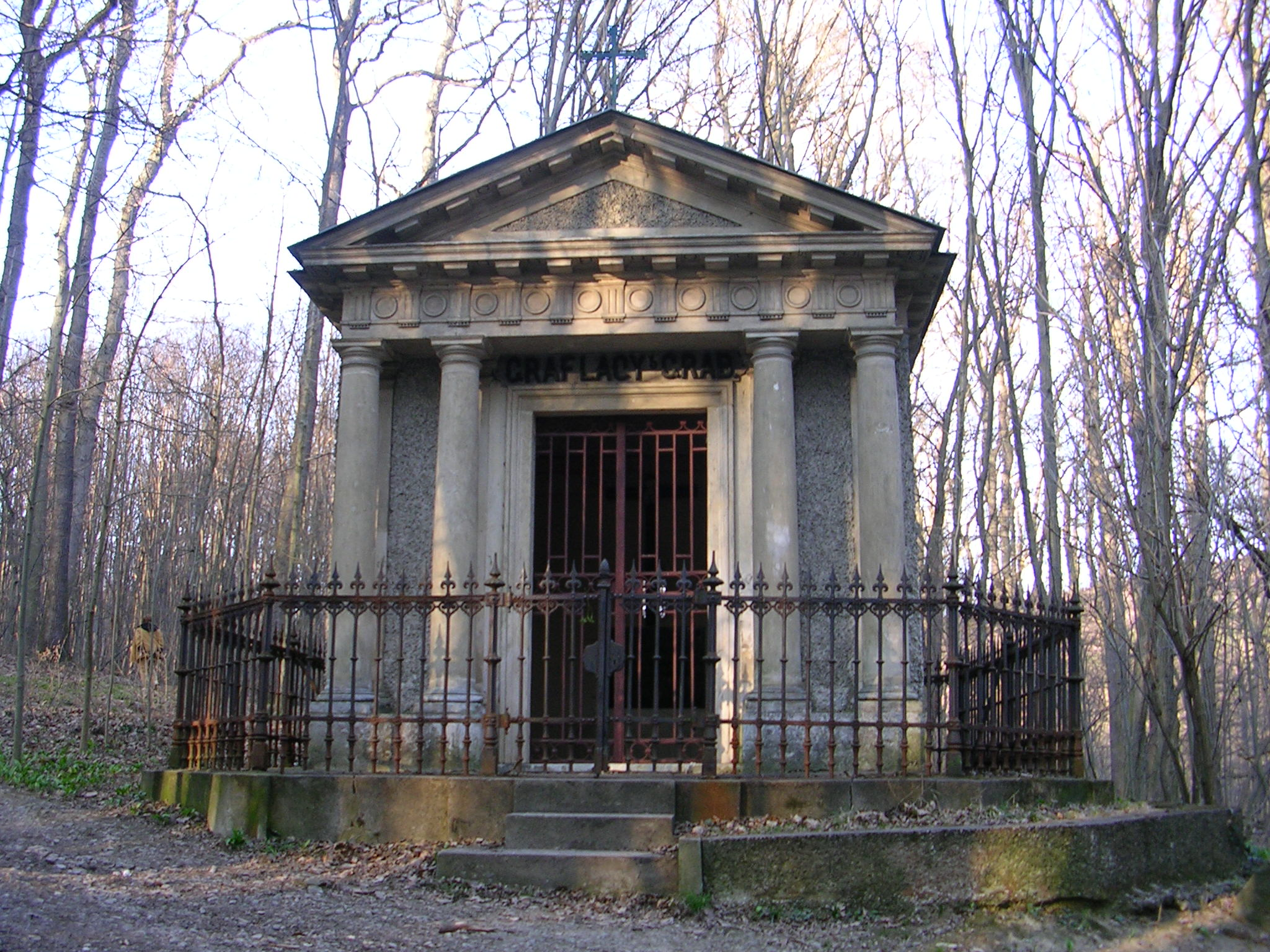
ウィーンのノイヴァルデックのシュヴァルツェンベルクパークにあるラシーの墓。

フベルトゥスブルク条約の後、ラシーはようやく才能を発揮することができた。マリア・テレジアが息子の神聖ローマ皇帝ヨーゼフ2世にオーストリアの軍務を委ねると、ラシーは1766年に元帥に叙され、軍の改革を命じられた。彼が新しい軍法典と補給体制を作った結果、オーストリア軍はより低い支出でより多くの規模と整った装備を維持することができた。結果としてはマリア・テレジアもヨーゼフ2世もラシーを重用した。ラシーはヨーゼフ2世の改革を支持、第一次ポーランド分割を主導したが、健康を害して1773年に辞任して南仏に向かった。その後は戻ってきたが再任することはできず、非公式の顧問に留まった。

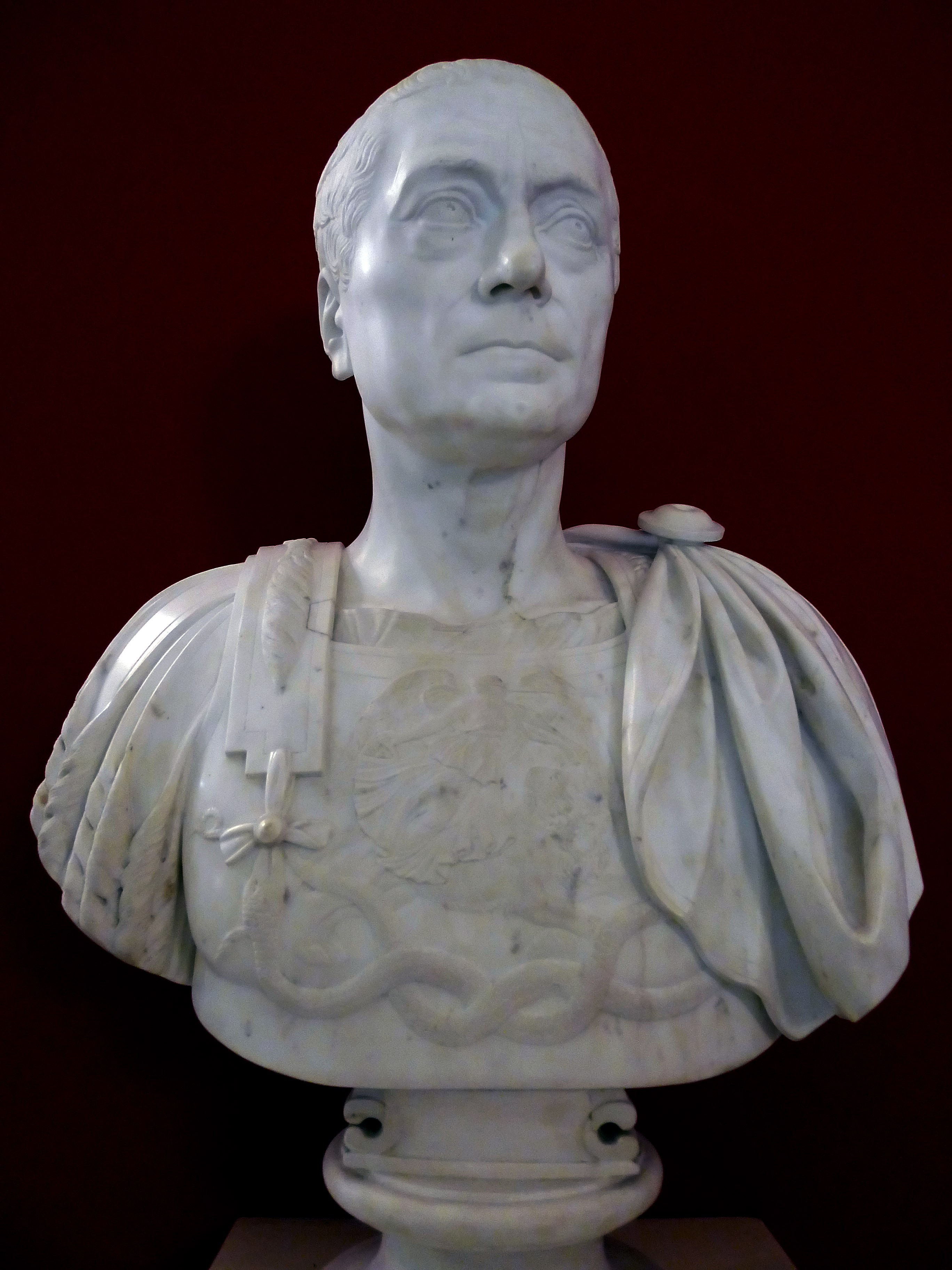
フランツ・モーリッツ・フォン・ラシーの胸像、ジュゼッペ・チェラッチ作。

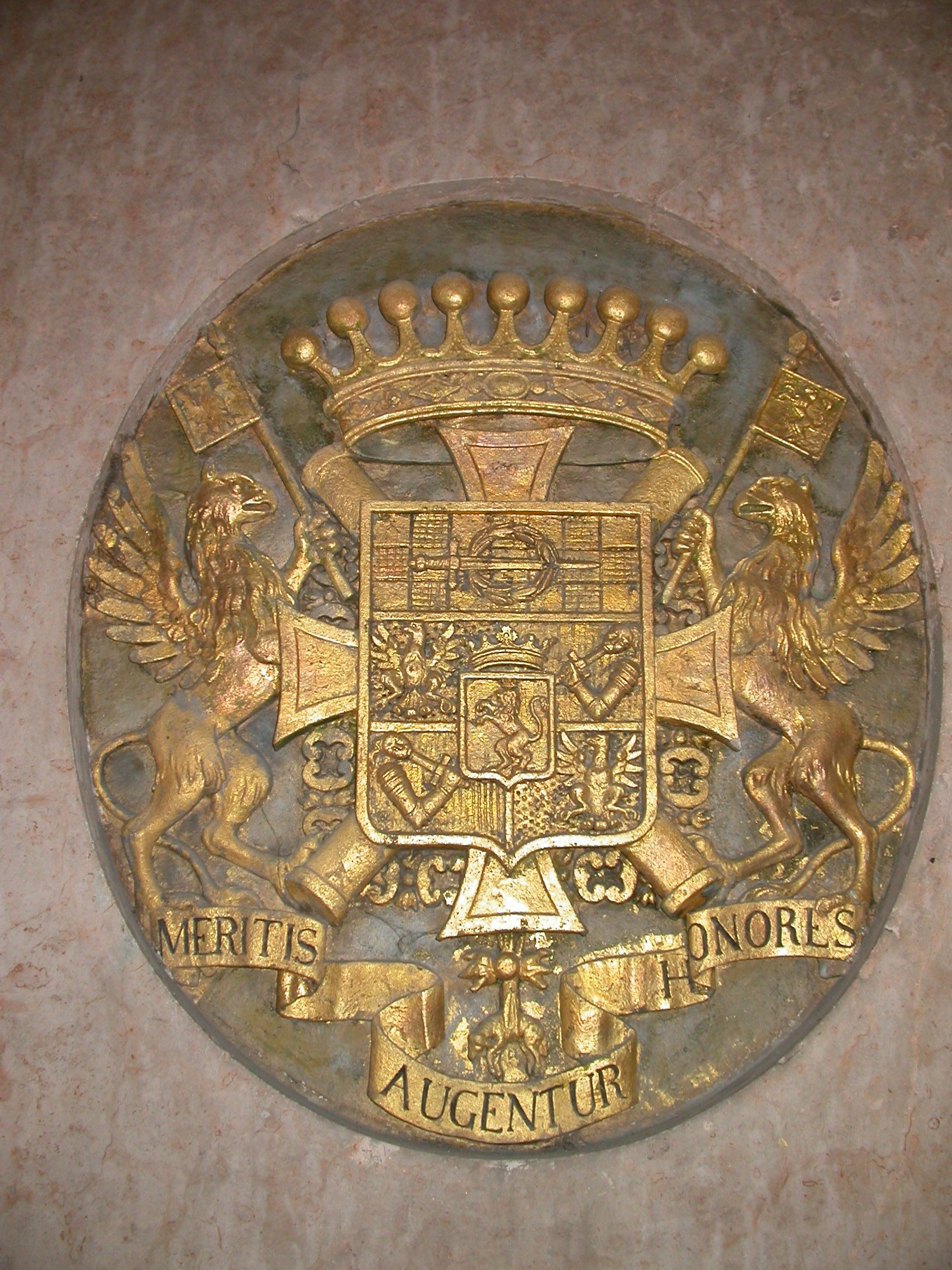
フランツ・モーリッツ・フォン・ラシーの紋章

バイエルン継承戦争ではラシーとラウドンがオーストリア軍総指揮官を務め、墺土戦争にも参戦したが、すでに老年のラシーはほとんど活躍できなかった。以降レオポルト2世の治世（1790年 - 1792年）まで政界と軍務に関与した後、ウィーン近くのノイヴァルデック城に引退、死後は城内の霊廟に埋葬された。

## 関連図書
- Constantin von Wurzbach（ドイツ語版）: Lacy, Franz Moriz Graf von. In: Biographisches Lexikon des Kaiserthums Oesterreich（ドイツ語版）. Band 13, Verlag L. C. Zamarski, Wien 1865, S. 464–469.
- Alfred Ritter von Arneth (1883). "Lacy, Franz Moriz Graf". Allgemeine Deutsche Biographie (ドイツ語). Vol. 17. Leipzig: Duncker & Humblot. pp. 487–499.
- Johannes Kunisch: Lacy, Franz Moritz Graf v.. In: Neue Deutsche Biographie (NDB). Band 13, Duncker & Humblot, Berlin 1982, ISBN 3-428-00194-X, S. 382 (電子テキスト版).
- Ruvigny, Melville H., The Nobilities of Europe